# Jurij Hiliuk
Jurij Hiliuk (ur. 6 września 1975) – polski piłkarz ręczny pochodzenia mołdawskiego, grający na pozycji rozgrywającego. Reprezentant Mołdawii.
Z Iskrą Kielce, w pierwszym okresie występowania w niej, zdobył dwukrotnie Mistrzostwo Polski. Po czterech latach gry, w 2000 roku przeniósł się do Francji, gdzie występował przez dwa lata w drugoligowym Villemomble HB, a później przez rok w pierwszoligowym Villeurbanne HA. W 2003 roku powrócił do Vive Kielce, w którym dołożył do swojej kolekcji Puchar Polski oraz srebrny medal Mistrzostw Polski. Pod koniec 2004 roku kielecki klub rozwiązał z nim kontrakt, z powodu słabych wyników zawodnika. Jednakże miesiąc później ponownie podpisał z nim kontrakt, gdyż Vive nie mogło znaleźć następcy na jego pozycję. W Kielcach występował do końca sezonu 2005/2006, po czym przeniósł się do Stali Mielec. Z powodu kłopotów finansowych nowego klubu, na początku 2007 roku rozwiązał kontrakt i ponownie pojawił się w Kielcach, występując tu do końca sezonu. W lecie 2007 roku przeniósł się do drugoligowego hiszpańskiego Cuenca 2016, z którym po roku awansował do najwyższej Ligi Asobal. Po roku spędzonym w ekstraklasie jego umowa nie została przedłużona i zawodnik trafił do drugoligowego Balonmano Huesca.
W 2004 r. otrzymał polskie obywatelstwo.

## Osiągnięcia
- Złoty Medalista Mistrzostw Polski:  1998, 1999 (z Iskrą Kielce)
- Srebrny Medalista Mistrzostw Polski:  2004 (z Vive Kielce)
- Brązowy Medalista Mistrzostw Polski:  1997 (z Iskrą Kielce)
- Zdobywca Pucharu Polski:  2004 (z Vive Kielce)